# 東野純直
東野 純直（あずまの すみただ、1971年〈昭和46年〉8月25日 - ）は、日本のシンガーソングライター、プロデューサー、ラーメン通販店経営者。血液型A型。鹿児島県出身。

## 略歴
1971年（昭和46年）8月25日に生誕。19歳で福岡に進学し、当時21歳だった福岡在住の安部潤に初めて曲をアレンジしてもらい雷で頭を撃ち抜かれたような衝撃を受け、福岡で音楽活動を行う。1992年（平成4年）10月には、第1回MusicQuest'92世界大会で審査員特別賞を受賞。
安部潤とほぼ同時に上京し、1993年（平成5年）4月1日、テイチクレコードより「君とピアノと」で、期待の新人アーティストと鳴り物入りでデビュー。同年7月の2ndシングル「君は僕の勇気」は、安部潤にとっては初めてとなるシングル曲のアレンジデビュー作でもあったが、約30万枚のヒットを記録。同年に、1stアルバム『Actor&Actress』を立て続けにリリース。その後も曲をリリースし、学園祭ツアーで全国10ヶ所を回る。シングル5枚アルバム3枚を出した後、1年ほど活動を休止。
1996年（平成8年）、レコード会社を東芝EMIへ移籍。同年5月9日、移籍第1弾シングル「深呼吸でゆく」をリリースする。
2000年（平成12年）3月31日、デビューから7年間所属していたヤマハ音楽振興会を離れる。同年4月1日、所属事務所を移籍し8月1日より「AZ YOU LIKE」というピアノスタイルトリオで活動開始。
2002年（平成14年）2月末、所属事務所である有限会社メイ・キッスカンパニーの終了に伴い、FC「MAGIC LAMP」が一時活動休止。5月1日より新事務所「Chest music works」設立。同年10月10日、デビュー10周年記念セルフカバーアルバム『I am.』をリリース。
2004年（平成16年）6月30日、4年半ぶりのフルオリジナルアルバム『Journal』をリリース。同年7月15日、コナミのゲームソフト『実況パワフルプロ野球11』のオープニング主題歌「PRIDE」の作詞とボーカルを担当。11月21日、アニメ『機動戦士ガンダム』の映像を、ジャンルに捕らわれない映像技術で構成している“EVOLVE”シリーズ「GUNDAM EVOLVE../」での10月CF曲に使われた「Black stars」が収録された『GUNDAM EVOLVE MONTHLY THEME SONG 1』がリリースされる。
2005年（平成17年）1月11日、オフィシャルサイトリニューアルに伴いURL変更。自身の活動以外にも、所属事務所第一弾アーティスト堀川千尋のデビューマキシシングルプロデュースや、1stアルバムに収録されていた「BIG GAME」をAkashiに提供するなど、プロデューサーとしての活動も行う。11月16日、11thアルバム『Key stone』をリリースをし、12月にはアルバムを引っさげて東名阪ツアーを行う。
2006年（平成18年）もプロデュース活動がメインとなり、山形国際ムービーフェスティバル2006のテーマソング「ノスタルジア」を歌う村井美樹の2ndシングルのアレンジ、シオダマサユキのデビューマキシシングル、arie（アーリー）のデビューシングル・2ndシングルのプロデュースに携わる。12月8日にほぼ1年ぶりとなるワンマンライブ、東野純直年末LIVE「ライブしわっす☆」にてL盤リリースに向けてのお試しCDとして「泣いてる君と情けない僕の歌」をライブ会場のみ限定販売を行う。
2007年（平成19年）4月1日、デビュー14周年を迎え、同日表参道FABにてワンマンライブを行い、L盤先行シングルとして「Light house」（c/w 永遠）をライブ会場のみの限定販売を行う。
2008年（平成20年）、株式会社アクロス エンタテインメントに所属。10月1日、デビューから1995年までにテイチクでリリースを行っていたシングル（c/w含む）を、自身初となるベストアルバム『GOLDEN☆BEST 東野純直〜アーリーシングルコレクション〜』としてソニーミュージックよりリリース。
2009年（平成21年）6月3日、Maxi Single「731の朝」をリリース。
2010年（平成22年）4月1日、オフィシャルサイトリニューアルに伴いURL変更。12月1日、5年ぶりとなる12thアルバム『Loading myself』リリース。
2016年（平成28年）8月9日、44歳で東京都昭島市にてラーメン「支那ソバ 玉龍」を開店。ラーメン店経営を営むかたわら音楽活動やラジオ番組なども行い、二足の草鞋を履いた活動を行う。2021年（令和3年）8月22日、ファンクラブ「ALOVEZ“Deep”」を新設。
2023年（令和5年）5月7日、前述の「支那ソバ 玉龍」を閉店し、自身のラーメンは東野の通販サイト「AZ WEB SHOP」でインターネット販売している。30周年となる2023年（令和5年）4月からは、全国ツアー「東野純直UTATABI tour」も行う。

## エピソード
鹿児島市立紫原中学校に通っていたが、その頃は約20人の学生集団に対し、自身も約20人ほど集めた仲間と共に、学校の近くにある公園で喧嘩になった事もある。当時は田上台に住んでおり、坂がきつく下ると唐湊墓地がある風景が自身の印象に残っており、2005年（平成17年）にはその当時の事を題材にした曲「まだ見ぬ世界」を発表している。
鹿児島市立鹿児島玉龍高等学校に入学し、1986年（昭和61年）頃から音楽活動を始め、バンドでは当初ドラムを担当していた。先生から怒られて丸刈りにされ坊主頭だった高校生の頃には、アナウンサーの采野吉洋が司会を務めるMBC南日本放送のラジオ番組にも出演した事があり、釆野とはその頃からの仲のため毎年のように釆野のラジオ番組にゲスト出演している。
作詞作曲も手掛けていたため、デビュー翌年の1月か2月頃にはファーストシングルの印税が初めて入ったが、渋谷を歩いていた時に気温の寒さからジャンパーが欲しいと銀行で金を引き出した際、残高の桁を数えたところ約500万円入っていた事で、その事に気付いた。アルバムは10曲入りの場合1曲に10を掛けた印税となるため、その当時の印税は8000万円を超え、最終的に家を1軒買えるくらいの金額が入って来る。しかし、当時21歳だった東野は金が一気に入って来た事で、金はいつまでも入り続けて来るものと思い上がり、翌年に納める税金の事を考えず1回で100万円単位の金を下ろし、ファーストクラスでニューヨークに行くなど大金を湯水のように使ってしまう。ある日、ファーストシングルで最初に入って来た金額以上の税金が突然やって来た事で、税金の支払いに四苦八苦する事となり、加えて「君は僕の勇気」以上のヒット曲を出さなければならないという重圧がのしかかってくる事になり、後に東野は「辛かった」と当時を語っている。
デビュー当時は、万人に愛される分かりやすいJ-POP楽曲を追い求め、無心に美しいメロディー、包容力のある言葉や情景が浮かぶようなシーンを、曲や詞に反映し日々制作に明け暮れたが、デビュー翌年の1994年（平成6年）あたりから、オブラートで包んだ抽象的な雰囲気の歌が、時代に合わない感覚に制作する自分自身でさえ襲われるようになる。音楽に触れるほど核心を得たくなり、UKサウンドのような混沌的な音楽に喜びを得るようになっていき、本来の己の背骨となった往年のロックスターに再度傾倒。自らにしか出せない無骨な音楽を求め始め、J-POPからさらに向上しようという考えに至り、テイチクエンタテインメントから東芝EMIへの移籍がそのターニングポイントとなった。
CHAGE and ASKAと同じ事務所に所属していたため、事務所の先輩であるCHAGE and ASKAがシングル200万枚の売り上げを記録しても、次のシングルが180万枚だと「もう駄目だね」と言われてしまうほど厳しい世界だった事もあり、比較され「何で東野くんは30万枚なの？」と言われてしまう時代だったが、東野はビッグヒットが続かず3rdシングルの売り上げは約15万枚の結果となる。その結果、ラジオ局やテレビ局の扱いが以前とは変わり、食事が用意され広めの楽屋だったのが、待合室に入る手前のロビーで待たされるなど、楽屋すら用意されない事すらある状態になる。いつしかメディアへ露出する機会は激減し、一発屋のレッテルを貼られ、事務所とも契約終了。その後はインディーズでライブを行うも動員は減少し、収入も全盛期と比較にならないほど減少。
ダウンロードなどインターネットの時代が到来した事でCDが売れない世の中となり、人気商売ゆえに「音楽と共に朽ち果てていき1人で死んでいく様な状態になるんだろうな」という思いから危機感を抱いた東野は、最低限の生活費を捻出しなければと思い立ち、社会人経験が全く無かった東野は36歳だった2008年（平成20年）、事務所の真裏に在りよく通っていたラーメン店「かづ屋」に、履歴書も持たず手ぶらで訪問。かづ屋は、松本人志など有名人がロールスロイスに乗って来たり政治家が来たりする名店だが、店の常連だった東野の申し出に店主は驚き、ちゃんとした履歴書も持たずに来て、ちょっと考えられない人物だから駄目だという第一印象を持ったものの、人手不足だったため雇う事を決め、東野はアルバイトとして働く事となる。その店での仕事は、先輩がみな年下で過酷だった。事務所にも知られるが「凄い金額をかけ育てたアーティストが、事務所の真裏のラーメン店で働いているのを見せられたら言葉が出ないと思う」と、事務所が傍観している事実が辛かった事を後に明かしており、後に東野は「結論を言うと僕は逃げた。もうこれ以上は醜態をさらすわけにはいかないって思った」と語っている。修業時代には、ミュージシャンをしているデンマーク人の客から「ヨーロッパは別の仕事をしながら音楽をするのはプロでも当たり前。日本は遅れてるよね。だって、そうじゃないと音楽が嫌いになっちゃうだろ」と言われ、確かに金のために音楽を始めた訳じゃないのに、金のために音楽を作っているのはおかしいし、金のために音楽を辞めるのはおかしいから、理に適っているという思いを抱く。以降、8年間の修業を経た44歳の時、周辺に50店舗以上ラーメン店がある昭島市において、店を辞める事にした知人の店でラーメン店「支那ソバ 玉龍」を独立開業。店名に出身高校の名を付ける。店の水は、pH値もちょうど良い地下水で、その水を使い動物系のスープと和風出汁のスープを半々で割ったスープのラーメンを提供。店には、鹿児島県出身者の客も多数、足を運ぶようになる。店も着実に軌道へ乗せ、ラーメン店店主の傍ら、音源制作、アルバムのリリース、ライブ活動にも力を注ぐ。そのため、店で調理をしている最中に歌詞や曲を思い付き、あわててバックヤードにまわりボイスメモに曲を録音する事もある。店舗の上の階に住みながら働き、2階には音楽スタジオも造る。後に、2018年（平成30年）3月16日放送のTBS系『爆報! THE フライデー』など、全国ネットのテレビ番組に出演し、ラーメン屋の店主でもある事を明かす。
コロナ禍の影響、近隣にあった自動車部品工場の移転やイトーヨーカドーの撤退で客足が鈍ったこと、東野のラーメンを取り寄せで食べられないのかと希望する声が全国各地から多くあった事、音楽活動で全国を飛び回るようになり、30周年を機会に音楽の時間へそろそろ比重を置きたいなと思った事などが理由で、世間はインターネット社会だからウェブ上で店を出そうと思い立ち、2023年（令和5年）5月7日、自身が経営するラーメン店を畳んで、自身のラーメンは東野の公式通販サイト「AZ WEB SHOP」でインターネット販売を行う。なお、全国を飛び回る最中は、各地でいろんなラーメン店を何軒も食べ歩いている。
アルファベット順にアルバムをリリースしているため、同じくアルファベット順にアルバムを出しているKinKi Kidsの事も意識している。
東野の私設ファンクラブを、大ファンである愛知県名古屋市の主婦が作ったことがあり、東野は本人に感謝の言葉を贈っている。

## 作品

### シングル・マキシシングル
| タイトル（c/w）                                                       | タイアップ等                                                                                              | リリース       |
| --------------------------------------------------------------------- | --- | -------------- |
| 君とピアノと Rain                                                     | テレビ朝日『君といつまでも』エンディングソング ロッテリア「イタリアンホット」CFソング                     | 1993年4月1日   |
| 君は僕の勇気 少年の瞳                                                 | テレビ朝日系『ビートたけしのTVタックル』エンディング・テーマ テレビ東京『アンモナイト』エンディングソング | 1993年7月21日  |
| 君だから 独り主義 〜僕らの独立宣言〜                                  | テレビ朝日『お茶とUN』テーマソング 松下電器 BEGIN キャンペーンソング                                      | 1994年1月26日  |
| summer-est 〜一番眩しい夏〜 君の翼は何色ですか                        | テレビ朝日『世界とんでもヒストリー』エンディングソング 住通チェーンCMソング                               | 1994年4月27日  |
| 愛し方も分からずに もうひとつのBIRTHDAY                               | テレビ朝日系『トゥナイトII』エンディングソング 九州朝日放送『ドォーモ』エンディングソング                 | 1994年11月2日  |
| 確かに愛したとき Lovers' Moon                                         | 松竹映画『時の輝き』主題歌 c/w 挿入歌                                                                     | 1995年2月22日  |
| 80's 二人のクロノグラフ                                               | テレビ朝日『USO』エンディングソング                                                                       | 1995年5月24日  |
| 深呼吸でゆく 夢の地図                                                 | TBS系『チューボーですよ!』エンディングソング 住通チェーンCMソング                                         | 1996年5月9日   |
| これは愛だ 8月のカレンダー                                            | 花王「ビタガード」CMソング                                                                                | 1996年8月21日  |
| Fence KissとSoupは冷めないうちに                                      | 住通チェーンCMソング                                                                                      | 1997年4月16日  |
| 生活 現実 なにより情熱 決心                                           | | 1997年10月22日 |
| CASTAWAY 履き潰したシューズ                                           | | 1998年1月28日  |
| Long Days rubber sole 2時間遅れのイブ                                 | NHK-BS2『ウィークエンド・ジョイ』テーマソング                                                             | 1998年11月26日 |
| NO NAME 何処にいるんだろう                                            | MBS『暴ロンブー』エンディング                                                                             | 1999年1月27日  |
| 砂漠に花を タイムマシーン BREAK DOWN                                  | | 1999年11月17日 |
| 『AZ SUMMER REMIX 01』 BIG GAME Waiting for the rain Base             | | 2003年9月6日   |
| ALIVE コンパス 道                                                     | J盤先行マキシシングル                                                                                     | 2003年12月22日 |
| 『GUNDAM EVOLVE.. / MONTHLY THEME SONG October-November』 Black stars | 『機動戦士ガンダムSEED DESTINY』枠にてOA “EVOLVE”シリーズCF10月テーマソング                               | 2004年11月21日 |
| 家を建てよう スロースターター                                         | 赤坂グラフィティ「秋のピアノマン」ライブで会場販売 東野純直・井出泰彰・酒井ミキオによる共作作品           | 2005年9月24日  |
| 泣いてる君と情けない僕の歌                                            | ワンマンライブ会場のみの限定販売                                                                          | 2006年12月8日  |
| Light house 永遠                                                      | ワンマンライブ会場のみの限定販売                                                                          | 2007年4月1日   |
| 731の朝 MY DAYS 数億分の1                                             | | 2009年6月3日   |
| 明日のシルシ Master plan エメラルド                                   | | 2018年8月22日  |
| 明日のカタチ Another day Love is all                                  | フジテレビ系音楽番組『Love music』2021年1月度エンディングテーマ                                           | 2020年10月7日  |

### アルバム
| タイトル                                          | リリース       |
| ------------------------------------------------- | -------------- |
| Actor & Actress                                   | 1993年9月22日  |
| Breath                                            | 1994年6月22日  |
| Colorful                                          | 1995年6月28日  |
| Dreamboat                                         | 1996年9月19日  |
| epilogue for prologue                             | 1997年3月11日  |
| FENCE OF LIFE                                     | 1998年2月25日  |
| Glissando                                         | 1999年2月24日  |
| HumanNoise                                        | 2000年1月26日  |
| I am.                                             | 2002年11月13日 |
| Journal                                           | 2004年6月30日  |
| Key stone                                         | 2005年11月16日 |
| GOLDEN☆BEST 東野純直 アーリーシングルコレクション | 2008年10月1日  |
| Loading myself                                    | 2010年12月1日  |
| Mr.Cook                                           | 2019年4月24日  |
| No one's innocent                                 | 2024年8月17日  |

本人の名前「AZUMANO」から、オリジナルアルバムのタイトルはアルファベット順にリリースされている。

### オムニバス
- L/R オリジナルサウンドトラック VOCAL SIDE  2003年2月21日
M6『Five-eighths』 （フジテレビ系アニメ『L/R』挿入歌）
- a day/RED 2002年11月27日
M6『別世界』

## 楽曲提供
- 枝葉懍（CV：藤田咲）「君にサプライズ」（作曲）
- シュエリエン「東風MAGIC」（作曲）
- SPACE GIRLS PLANET「YOUR SONG 」（作曲）
- 反町隆史「DEPRESSION COLOR」（作曲）
- 玉木宏「二度と愛せない」（作詞）

## CM
- パナソニック 「BEGIN シリーズ」（1994年）
- あさひ銀行 フレッシャーズ キャンペーン（1994年）
- ダイハツ TANTO CUSTOM「試合直前編」CMナレーション（2008年）

## ラジオ
- NISSAN あ、安部礼司〜BEYOND THE AVERAGE（2011年10月30日ほか、TOKYO FM制作・JFN系列） - あきる野純直 役
- AZ TIME MUSIC　月 - 木、16:00 - 16:55（一部地域16:45まで）・2007年10月1日 - 2009年3月31日まで放送
- 東野純直「僕らのNEVERLAND」
- 東野純直のハチジェネ　毎週金曜日23:00 - 23:55、（再）毎週月曜日25:00 - 25:55、[注釈 2]（八王子エフエム、2017年10月7日 -　）- メインパーソナリティー